# 白龙驹
白龙驹，中国哈萨克族的一首冬不拉弹奏曲，一首歌颂哈萨克女英雄谢盖蒂克抗击准噶尔入侵，为保卫民族而牺牲的事迹的赞马曲。该曲是冬不拉演奏者必弹曲调之一。
该曲的开头部分平和舒缓，反映哈萨克人美好、和平的生活，其后转为短促沉闷，反映准噶尔入侵和民族苦难，最后变得激越高亢，表现哈萨克族人奋起反抗。